# Pleurocythere
Pleurocythere is een geslacht van uitgestorven kreeftachtigen uit de klasse van de Ostracoda (mosselkreeftjes).

## Soorten
- Pleurocythere (Pleurocythere) impar Triebel, 1951 †
- Pleurocythere (Pleurocythere) richteri Triebel, 1951 †
- Pleurocythere (Sabacythere) arcuata Wienholz, 1967 †
- Pleurocythere (Sabacythere) sudorocostata (Luebimova, 1956) Permyakova, 1978 †
- Pleurocythere borealis Whatley, 1970 †
- Pleurocythere caledonia Whatley, 1970 †
- Pleurocythere connexa Triebel, 1951 †
- Pleurocythere costaflexuosa (Kuznetsova, 1957) Coryell, 1963 †
- Pleurocythere cultrata Apostolescu, Magne & Malmoustie, 1961 †
- Pleurocythere elliptica Blaszyk, 1967 †
- Pleurocythere explicata Luebimova, 1956 †
- Pleurocythere favosa Triebel, 1951 †
- Pleurocythere impar Triebel, 1951 †
- Pleurocythere juvenes Luebimova, 1956 †
- Pleurocythere kanonica Dilger, 1963 †
- Pleurocythere kirtonensis Bate, 1963 †
- Pleurocythere longicosta Triebel, 1951 †
- Pleurocythere nodosa Bate, 1963 †
- Pleurocythere pichtovkaensis Kazmina, 1960 †
- Pleurocythere regularis Triebel, 1951 †
- Pleurocythere richteri Triebel, 1951 †
- Pleurocythere romeini Witte & Lissenberg, 1995 †
- Pleurocythere tanzanensis Bate, 1975 †